# Laika (musikgrupp)
Laika var en brittisk rockgrupp. Den bildades i London 1993, av medlemmarna Margaret Fiedler och John Frenett (tidigare i Moonshake) samt producenten Guy Fixsen. Gruppen upplöstes 2003.
Laikas musik har beskrivits som trippy ambient pop/postrock.

## Diskografi
Studioalbum
- Silver Apples of the Moon (1994)
- Sounds of the Satellites (1997)
- Good Looking Blues (2000)
- Wherever I Am I Am What Is Missing (2003)

Samlingsalbum
- Lost in Space - Volume 1 [1993-2002] (2003)

Singlar/EP
- Antenna EP (1994)
- 44 Robbers / Coming Down Glass (1994)
- Almost Sleeping (EP) (1997)
- Breather (EP) (1997)
- Prairie Dog (1997)
- Badtimes (2000)
- Uneasy (2000)
- Black Cat Bone (2000)
- Badtimes (2000)